# Bublinatka menší
Bublinatka menší (Utricularia minor) je vodní masožravá rostlina nevytvářející kořeny. Vyskytuje se zřídka i v České republice.

## Rozšíření
Druh vyskytující se v Eurasii od Britských ostrovů až po Kavkaz, Altaj i Himálajské podhůří (v Nepálu v nadmořské výšce až 4300 m). Dále je k nalezení na indickém subkontinentu i v horách Barmy a Nové Guiney. Roste také v Severní Americe až po 70. rovnoběžku a v severozápadní Africe v pohoří Atlas.
Nejčastějším biotopem jsou mělké bažinaté vody s organogenním sedimentem v zatopených terénních depresích, na okrajích rybníků a přírodních jezer, v rašeliništích, prameništích apod. Snáší polostín, vyrůstá mnohdy společně s rákosem a ostřicí. V České republice se vyskytuje poměrně málo, největší počet lokalit se nachází v okolí Třeboně. Často roste obojživelně, tehdy jeho zelené lodyhy jsou rozprostřené po povrchu ostrůvku vodních rostlin a bezbarvé lodyhy jsou ukotveny ve dně; takto přežívá i krátkodobé vyschnutí stanoviště.

## Popis
Je to rostlina vytrvalá, často s dvojtvarými lodyhami, ke svému růstu si vybírá především místa s nízkou hloubkou vody. Vytváří dva druhy lodyh. Prvé jsou zelené, vláknité, větvené, dorůstají délky až 50 cm, ve vodě splývají. Jsou porostlé listy a lapacími měchýřky. Okrouhlé listy (dlouhé 3 až 18 mm a široké 4 až 20 mm) vyrůstající ve dvou řadách jsou vidličnatě členěné do 7 až 22 koncových jemných úkrojků bez postranních štětin, pouze na koncích mají obvykle po jedné. Na listu vyrůstá 1 až 8 přisedlých lapacích měchýřků hruškovitého tvaru nepřesahujících velikost 2 mm. Ze zelených lodyh někdy roste směrem dolů druhý typ lodyh, které jsou bezbarvé a bezlisté (nemají chlorofyl), ale jsou porostlé lapacími měchýřky. Nejčastěji jsou nevětvené a jejich konce zasahují až do bahnitého dna.
Ze zelených lodyh vyrůstají kolmo nad vodu stvoly dlouhé až 17 cm nesoucí 2 až 6 květů, které mají dvoupyský kalich i dvoupyskou korunu světle žluté barvy. Koruna má celistvý horní pysk kratší než spodní. Dolní pysk, také celistvý, má ploše vyklenuté patro hnědě žilkované, jeho okraje jsou mírně skloněné dolů. Dolní pysk je 6 až 7 mm dlouhý a 5 až 7 mm široký, jeho krátká ostruha s nektarem s ním svírá pravý úhel.

## Rozmnožování
Kvete od června do září, opylení zprostředkovává létající hmyz. Brzy po opylení rostlina květy stahuje pod hladinu, tam dozrávají malé kulovité tobolky s drobnými semeny vysypávající se přímo na dno stanoviště. Rostliny se častěji než semeny rozmnožují úlomky zelených lodyh, z kterých se stávají samostatní jedinci.
Koncem léta vytvářejí silné lodyhy na svých koncích zvláštní pupeny, turiony, které pomáhají rostlině přežít zimní období. S příchodem chladu lodyhy odumírají a klesají ke dnu i s turiony. Po jarním oteplení se turiony odlomí a vyplavou k hladině, kde z nich opět vyroste původní rostlina. Čerstvě vyplavaný turion je lepkavý, může se nalepit na peří plovoucího ptáka a takto přenést na nové místo.

## Ohrožení
Bublinatka menší zákonem chráněná není, ale v "Černém a červeném seznamu cévnatých rostlin ČR" vydaném Agenturou ochrany přírody a krajiny ČR v roce 2000 je uváděna jako silně ohrožený druh (C2).